# 恋風 (曲)
「恋風」（こいかぜ）は、日本のシンガーソングライター・幾田りらの楽曲。配信限定シングルとして2025年4月7日にリリースされた。

## 背景とリリース
楽曲は『今日、好きになりました。 ニュージーランド編、マクタン編』の主題歌として起用され、挿入歌である「スパークル - From THE FIRST TAKE」と同時に配信開始された。
幾田りらが『今日、好きになりました。』シリーズの主題歌を担当するのは「ロマンスの約束」「スパークル」に続き3年ぶり3度目となる。
幾田りらは楽曲について
3年ぶりに『今日好き』の主題歌を担当させていただけることを、とても嬉しく思います。この楽曲では、新しい恋が始まるときの戸惑いや葛藤、そして胸が高鳴る瞬間を描きました。揺れ動く恋心に素直になれたらという願いを込めています。皆さんの背中をふわっと押せるような、そんな楽曲になれば幸いです。
とコメントしている。

## チャート成績
Hot 100では4月16日公開チャートで57位に初登場。ミュージック・ビデオが公開されてからは各チャートで順位を上げ、最高位となる29位を記録した。
- 最高位
  - 週間29位（Hot 100 | 2025/6/25付）
  - 週間27位（Streaming Songs | 2025/7/2付）
  - 週間18位（Download Songs | 2025/4/16付）

## ミュージック・ビデオ
5月19日に『今日、好きになりました。』の映像で構成されているスペシャル映像が公開された。
6月9日にはフル尺のミュージック・ビデオが公開され、2週間で150万回再生を突破している。
ミュージックビデオには"恋の始まりから恋した自分を受け入れて一歩踏み出せるようになるまでの、感情の機微"が描かれている。
新しい恋が始まる時、 胸のときめきに素直になりたい気持ちと、不安や葛藤で気持ちが揺らぐなかで、確かに感じ始めた恋心を綴った曲です。監督の松永つぐみさんが、映像と歌詞のリンクでその恋心を形にしてくださり、出演してくださった中西希亜良さんが、表情や目線、指先などの細かな表現や、様々な形で、揺れ動く恋心の繊細な部分を表現してくださいました。ぜひ楽しんで貰えたら嬉しいです。—幾田りら、ミュージックビデオの概要より引用

## 収録内容
| #  | タイトル | 作詞・作曲 | 編曲      | 時間 |
| -- | -------- | ---------- | --------- | ---- |
| 1. | 「恋風」 | 幾田りら   | Carlos K. | 3:02 |